# Emma Donovalová
Emma Donovalová (n. 18 septembrie 2005, Banská Bystrica, Banskobystrický kraj, Slovacia) este o sportivă ce a reprezentat Slovacia. A participat la competiții asociate Jocurilor Olimpice în care a câștigat o medalie de bronz.